# Bangui (Niger)
Bangui (auch: Bangi) ist eine Landgemeinde im Departement Madaoua in Niger.

## Geographie

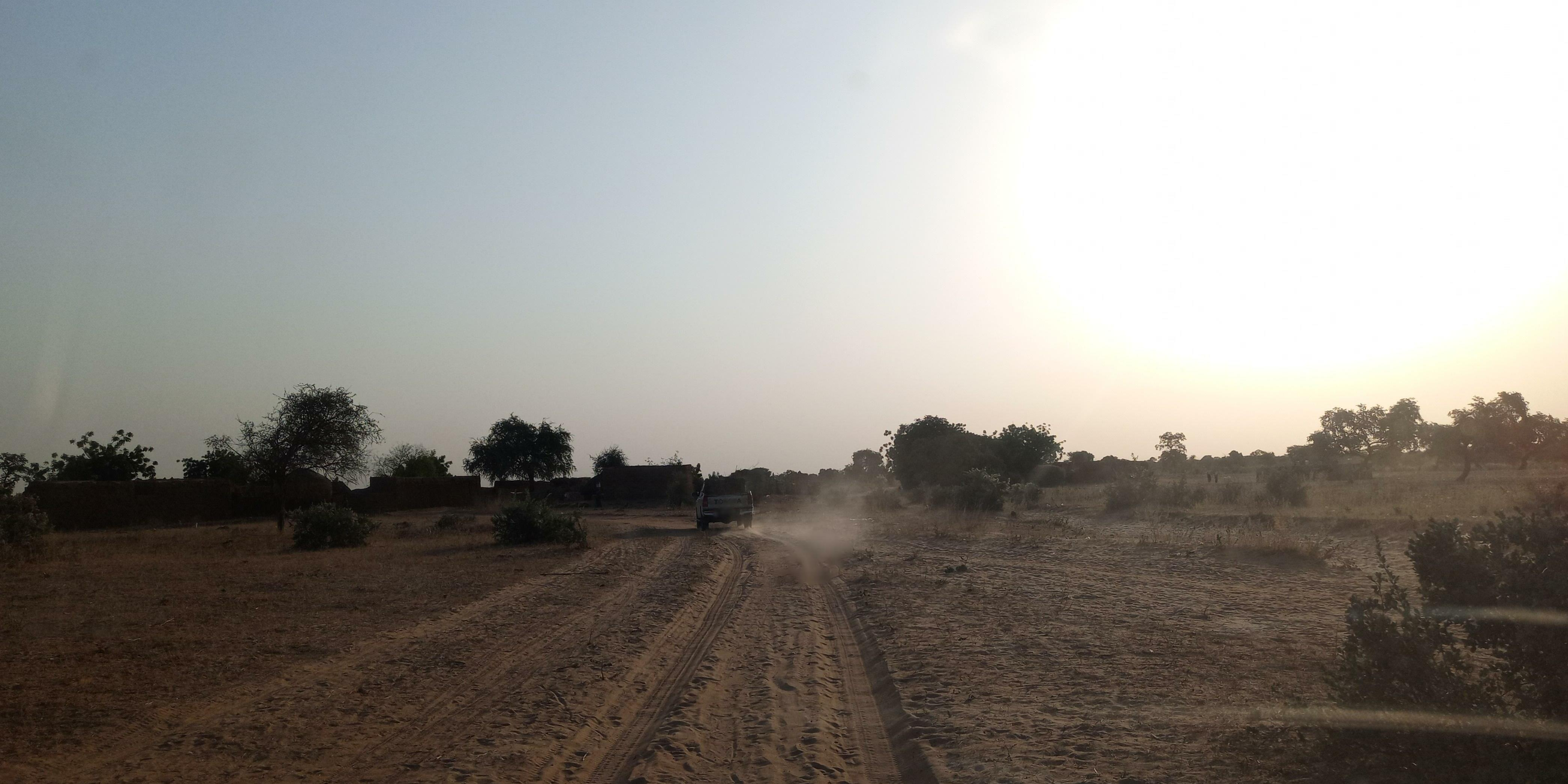
Landschaft im Norden der Gemeinde Bangui (2023)

Bangui liegt am Übergang der Großlandschaft Sudan zur Sahelzone und grenzt im Süden an den Nachbarstaat Nigeria. Die Nachbargemeinden in Niger sind Madaoua und Ourno im Norden, Dan-Goulbi und Guidan Roumdji im Osten sowie Sabon-Guida im Westen. Bei den Siedlungen im Gemeindegebiet handelt es sich um 103 Dörfer, 147 Weiler und 11 Lager. Der Hauptort der Landgemeinde ist das Dorf Bangui. Es liegt am Rand der Flusslandschaft des Rima auf einer Höhe von 294 m.
Die Forêt classée de Bangui ist ein 3275 Hektar großes unter Naturschutz stehendes Waldgebiet im Gemeindegebiet von Bangui. Die Unterschutzstellung erfolgte 1954.

## Geschichte
Bangui wurde von Fulbe gegründet. Der Märkte in den Dörfern Bangui und Takorka waren in den 1960er Jahren wichtige Umschlagplätze für Erdnüsse, dem damals bedeutendsten Exportgut Nigers. Die Landgemeinde Bangui ging als Verwaltungseinheit 2002 im Zuge einer landesweiten Verwaltungsreform aus dem südöstlichen Teil des Kantons Madaoua hervor.

## Bevölkerung
Bei der Volkszählung 2012 hatte die Landgemeinde 140.446 Einwohner, die in 18.708 Haushalten lebten. Bei der Volkszählung 2001 betrug die Einwohnerzahl 75.903 in 12.452 Haushalten.
Im Hauptort lebten bei der Volkszählung 2012 2797 Einwohner in 372 Haushalten, bei der Volkszählung 2001 3283 in 548 Haushalten und bei der Volkszählung 1988 3169 in 593 Haushalten.
Die Bevölkerung setzt sich im Wesentlichen aus Hausa, Tuareg und Fulbe zusammen. Die vorherrschende Sprache ist Hausa.

## Politik

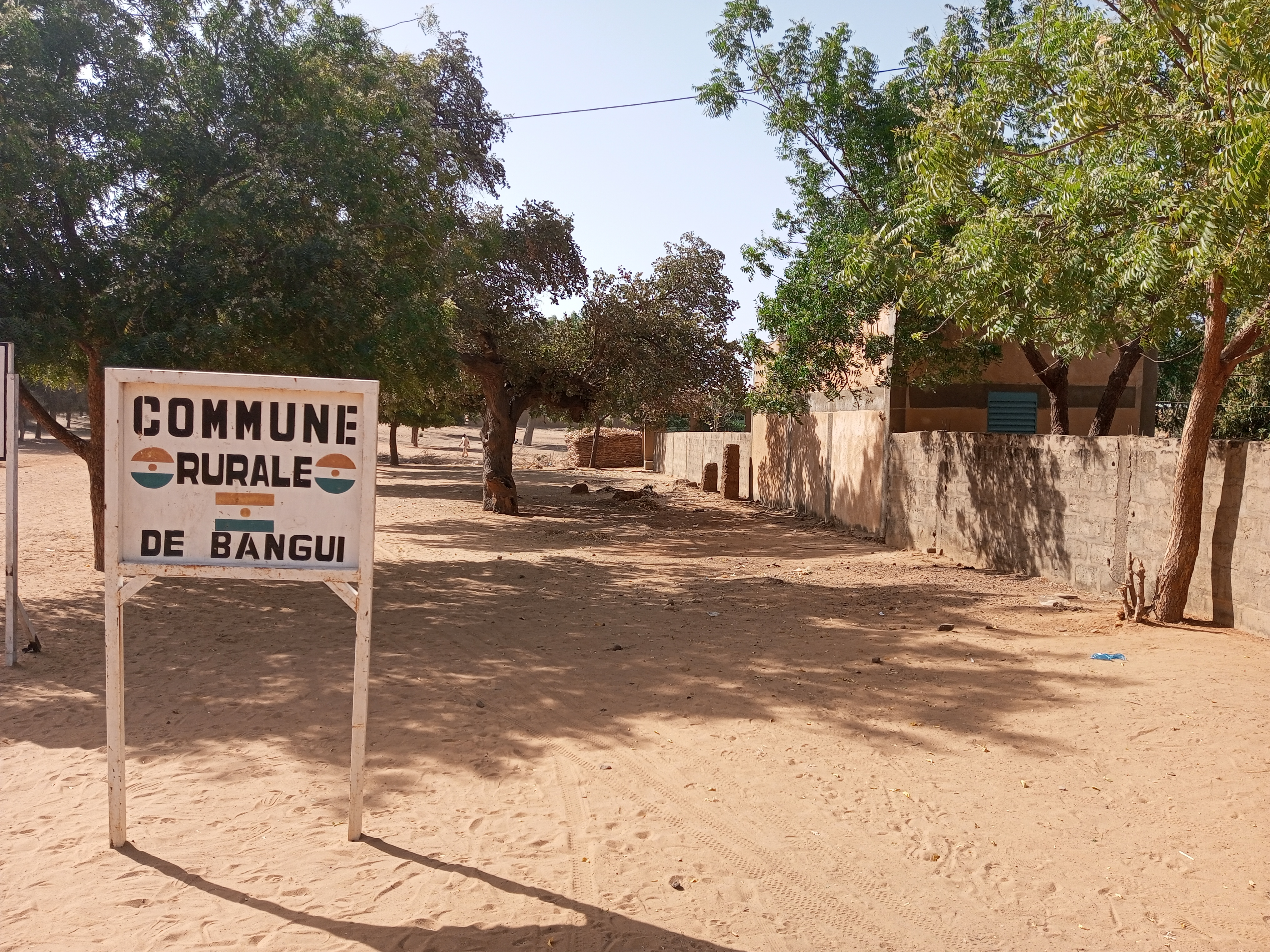
Schild Commune rurale de Bangui (französisch für Landgemeinde Bangui) im Hauptort (2023)

Der Gemeinderat (conseil municipal) hat 25 gewählte Mitglieder. Mit den Kommunalwahlen 2020 sind die Sitze im Gemeinderat wie folgt verteilt: 11 PNDS-Tarayya, 6 MPR-Jamhuriya, 5 MNSD-Nassara, 2 PJP-Génération Doubara und 1 PNC-Mulura.
Jeweils ein traditioneller Ortsvorsteher (chef traditionnel) steht an der Spitze von 77 Dörfern in der Gemeinde, darunter dem Hauptort.

## Kultur und Sehenswürdigkeiten
Jedes Jahr im Februar findet in Bangui der Hotoungo statt, ein Fest der Fulbe-Viehzüchter.

## Wirtschaft und Infrastruktur
Die Gemeinde liegt in jener schmalen Zone entlang der Grenze zu Nigeria, die von Tounouga im Westen bis Malawa im Osten reicht und in der Bewässerungsfeldwirtschaft für Cash Crops betrieben wird. Die Niederschlagsmessstation im Hauptort liegt auf 350 m Höhe und wurde 1958 in Betrieb genommen.
Gesundheitszentren des Typs Centre de Santé Intégré (CSI) sind im Hauptort und in der Siedlung Takorka vorhanden. Der CEG Bangui und der CEG Takorka sind allgemein bildende Schulen der Sekundarstufe des Typs Collège d’Enseignement Général (CEG). Beim Centre de Formation aux Métiers de Bangui (CFM Bangui) handelt es sich um ein Berufsausbildungszentrum.
Durch Bangui verlaufen die Nationalstraße 1, die hier Teil der internationalen Fernstraße Dakar-N’Djamena-Highway ist, und die Nationalstraße 17.